# Jørgen Vind
Jørgen Vind (født 7. juli 1593 i Roskilde, død 17. juli 1644 i København) var en dansk rentemester og rigsadmiral, broder til Iver og Henrik Vind, fader til Holger Vind. 
Vind gik først i skole der og derpå i Sorø. I 1607 rejste han ud til tyske universiteter, Schweiz og Frankrig og efter et kort ophold hjemme 1609 det følgende år til Holland, hvor han var i prinsen af Oraniens krigstjeneste. I 1612 var han hjemme og deltog i Kalmarkrigen, rejste derpå atter 1613 til udlandet. 
I 1616 blev han sekretær i kancelliet og var samme år tilstede ved hertug Frederik III af Gottorps hylding i Slesvig by. 1618 sendtes han til Island for at undersøge lensmanden Herluf Trolle Daas embedsførelse. Denne rejse synes at have givet ham lyst til søvæsenet, og 1620 fratrådte han tjenesten i kancelliet og fik bestalling som kaptajn til lands og vands. I denne egenskab var han 1621 i Kildin i Rusland og 1623 på Weserstrømmen.
I 1626 foretog han en rejse til Holland for at skaffe officerer, men det følgende år gik han atter over i civil tjeneste, i det han blev rentemester; han fik et vikariat i Roskilde og forlenedes 1628-34 med Romsdal og 1634 med Herrisvad Kloster. 1640 blev han rigsråd og sendtes i december samme år som gesandt til Stockholm for at formå den svenske regering til fredsforhandling med kejseren under Christian IV’s mægling. 
Hans optræden her var alt andet end heldig, og i januar forlod han den svenske hovedstad med uforrettet sag og uden at tage formel afsked. Dog betroedes det ham 1641 om efteråret at føre forhandlinger med nederlandske gesandter i Stade. Samme år fik han Dragsholm Len.
Imidlertid var han atter blevet knyttet til marinen, i det han efter rigsadmiralen Claus Daas død i juni 1641 havde fået tilsynet med arbejdet på Bremerholm og med den for København liggende flåde. Dette var indledningen til, at han i april 1643 på grund af det planlagte angreb på Hamborg udnævntes til rigsadmiral. Han kom med flåden til Elben, og dette bidrog til, at staden gik ind på forlig. 
Så kom svenskekrigen, og sammen med Corfitz Ulfeldt fik Vind i januar 1644 den højeste inspektion på Sjælland. Han arbejdede på flådens udrustning og afsejlede derpå i april med kongen på den eskadre, der skulde blokere Gøteborg. Forsøget herpå førte dog ikke til resultat; med kongen gik han så til Flækkerø, men
sendtes i maj på underretning om den truende svenske, i Holland rustede flåde til København for at påskynde hovedflådens udrustning. 
I den følgende måned virkede han med flid herfor og stak også i søen 29. juni som generaladmiral over den første eskadre på skibet «Patientia». 1. Juli blev han hårdt såret i knæet i slaget på Kolberger Heide; 2. juli holdt han dog krigsråd om bord på sit forskudte skib; her besluttedes det at sende dette med de døde og sårede til København, og imellem de sidste var også Vind. Han kom til hovedstaden to dage efter, men døde to uger senere. 27. august 1620 havde han i Malmø ægtet Ingeborg Holgersdatter Ulfstand, der døde 21. august 1652.